# Бычье (Архангельская область)
Бычье — деревня в Мезенском районе Архангельской области. Административный центр Быченского сельского поселения. Расположена на реке Пёзе.

## Население
| 2002 | 2010 | 2012 |
| ---- | ---- | ---- |
| 490  | ↘368 | ↗507 |

## География
Современное Бычье представляет собой слияние двух деревень: Бычья и Игумново. Ранее они были разделены Пёзой, которая около десяти лет назад повернула русло и теперь опоясывает Бычье и Игумново. Деревни разделяет широкий неглубокий овраг, оставшийся после обмеления Пёзы в этом месте.

## Инфраструктура
В советское время здесь работали фельдшерско-акушерский пункт, колхоз (позднее — совхоз), ферма. Сейчас все эти учреждения закрыты.
Государство
- Отдельный пост пожарной части № 40 Отряд государственной противопожарной службы № 11
- Сельская администрация
- Отделение почтовой связи № 164765
- ФАП

Памятники
- Памятник солдату Великой Отечественной войны

Религия
- Церковь Рождества Пресвятой Богородицы

Образование
- Быченская основная школа Мезенского района
- Детский сад
- Библиотека
- Дом культуры

Спорт
- Спортивный зал

Промышленность
- Сельскохозяйственное предприятие Быченское
- Котельная
- Пекарня

Музеи
- Дом-музей Пёзское подворье

Торговля
- Магазин № 1
- Магазин № 2
- Маяк

### Улицы[4]
Гаражная, Дорожная, Космонавтов, Красноармейская, Молодёжная, Набережная, Октябрьская, Первомайская, Полевая, Садовая, Северная, Советская, Совхозная, Школьная

## Транспорт
Бычье находится в 30 километрах от автодороги «Архангельск — Мезень». До деревни не ходит общественный транспорт. Доехать можно только на частных автомобилях от Архангельска или Мезени. Через реку Няфта действует понтонный мост, через реку Пеза — паромная переправа (в зимнее время — ледовая)